# Tramadol
A tramadol (INN) ciklohexanol származék, centrálisan ható szerotonin és noradrenalin visszavételgátló és gyenge opioid fájdalomcsillapító ún. prodrug, mely metabolikus úton válik aktív vegyületté, így növelve a biztonságos használatot.
A VIII. Magyar Gyógyszerkönyvben Tramadoli hydrochloridum    néven hivatalos.  

## Története
Az ópium fájdalomcsillapító hatását az emberiség régóta használja. A magas alkaloida termelő ún. ópiummákot Alsó-Mezopotámiában i. e. 3400-ban már termesztették. A 19. században az ópium vegyi elemzése főleg morfint és kodeint, papaverint mutatott ki az ópium gyantából. Az 1950-60-as években Magyarország látta el Európa legális morfin – mint gyógyszer – fogyasztásának 60%-át. Az országban az ópiummák termesztése legális, a mákgubó eladása virágboltokban szintén. Termesztése maximum 8100m2-es területeken zajlik, a gubókat az állami gyűjtőpontokon veszik át.
Mivel – függőséget – okoz (1: mint élvezeti szer lelkileg használóját kábító hatású eufóriához juttatja mely kellemes és 2: m-ópiát receptor deszenzitizációt okoz(biológiai-fizikai függőség) így hirtelen elhagyása is betegség szerű tünetekkel jár, mely egy nagyon erős nem múló influenzához hasonlít, mely életet veszélyeztető is lehet és hónapokig is eltarthat, alkalmazása nagyon sok problémát okoz mind az orvosnak mind a betegeknek) ezért elkezdtek olyan vegyületeket kutatni a modern vegyészek, amelynek fájdalomcsillapító hatása hasonló a morfinéhoz, azonban élvezeti hatása, értéke minimális, vagy nincs. 
A tramadolról az első publikáció 1965-ben jelent meg, 1977-ben került be a gyógyszerkönyvbe.
Egyszeri dózisa általában 50–100 mg, ami naponta maximum négyszer ismételhető (gyártó szerint 400 mg-ig,gyakorlatban max. 600 mg is relativ biztonságban elérhető (amennyiben a beteg nem érintett túlzott izomfeszülés esetleg görcs problémákban,a "plafon effektus" a parciális kötődés miatt kb. itt van). Sürgősségi ellátásban elterjedten használják, azonban hányást megelőző szerrel kombinálják (például Cerucal, Zofran vagy minimum 100 mg B6 vitamin), mivel gyakorta okoz hányingert, főleg parenterális adáskor.
Rendkívül jelentős (vagyis több mint 600 mg hirtelen egyszerre történő bevétele) túladagolása epilepsziát okozhat egészséges emberekben is, mivel a harántcsíkolt izmok tónusát növeli, görcs-küszöbértéket csökkenti. 
Szerkezetileg továbbfejlesztett utódja a tapentadol, brandneve: Nucynta.

## Hatása
A tramadol két módon fejti ki analgetikus hatását: egyrészt a centrális fájdalomgátló rendszer enyhe stimulációjának a gerjesztésével, az m-opioid receptorokhoz kötődés révén, ami csökkenti a fájdalomérzést, másrészt a leszálló monoaminerg szisztéma útján, a gerincvelőben a fájdalomátvitel gátlásának fokozásával. Az analgetikus hatás a kétféle mód szinergista aktivitásának az eredménye. Az analgetikus hatás erőssége a petidin és a kodein hatáserősségének felel meg, és kisebb, (1/10-1/5) mint a morfiné. Terápiás adagolásban a tramadolnak gyakorlatilag nincs hatása a kardiovaszkuláris rendszerre (nem depresszív hatású, nem emeli az arteria pulmonalisban a nyomást), nem okoz simaizomgörcsöt, sem hisztamin felszabadulást, ezért anafilaxiás reakció csak kivételesen fordul elő. A légzésre gyakorolt hatása elenyésző, és csak nagyobb adagok esetén lép fel.Mivel a m-opoid receptorokhoz parciálisan kötődik vagyis nem teljes agonista. A függőség kockázata nagyon magas a tramadol SSRI hatása miatt! Ez a modern világ számítógép előtt ülő életmódjára jellemző életforma.Jelenleg Svájcban és Kalifornia államban(USA) van a legtöbb ilyen beteg.
A tramadol két enantiomerből áll, a (+)-izomer túlnyomóan opiáthatással rendelkezik, elsősorban a m-receptorhoz kötődve. A (−)-izomer erősíti a (+) izomer fájdalomcsillapító hatását és noradrenalin és szerotonin uptake-gátló hatásánál fogva módosítja a fájdalomimpulzusok továbbítását. A fájdalomcsillapítás időtartama 3-6 órának bizonyult, a legjobb hatással a bevételt követő 1-4 órában.150mg azonnali kioldású tramadol egyenértékű kb 200mg SR lassú kioldódású tablettával mivel a vérben nem éri el ugyanazon idő alatt ugyanazon koncentrációt és fájdalomcsillapító hatást.A legmodernebb tabletta formulák ügyelnek erre a problémára is.Mind azonnal oldódó, mind lassú kioldódású részek vannak egy tablettában,melynél fontos hogy sima vízzel, sem kólával,sem citromos vízzel vagy narancslével, grapefruitlével (máj enzimblokkoló hatású!) vegyük be ezeket.

## Készítmények
- Adamon (Mylan)
- Contramal (Stada)
- Ralgen (Zentiva)
- Tramadol AL (Aluid)
- Tramadol Alvogen
- Tramadol Vitabalans
- Tramadolor (Sandoz)
- Tramalgic (Takeda)
- Curidol

50 mg, 100 mg, 150 mg, 200 mg. Tabletta, kapszula, cseppek, végbélkúp, ampulla injekció kiszerelésekben.
Kombinált készítményekkel a fizikai tolerancia kialakulásának esélye csökkenthető, mivel alacsonyabb dozírozás is hozza ugyanazt a fájdalomcsillapító hatást (tramadol és paracetamol): (hosszútávú szedés esetén a paracetamol májra erősen mérgező hatása miatt acetilcisztein(mint a glutation prekurzora) "ACC" szedése javallt.)
- Algopara (Apotex)
- Anaki (Pharma-Regist)
- Clocinol (Polpharma)
- Curidol (Richter)
- Doreta (Krka)
- Hipatra (Krka)
- Skudexa
- Tramadol/Paracetamol Krka
- Tramadol/Paracetamol Pharma-Regist
- Tramcet (PharmaSwiss)
- Zaldiar (Stada)